# Pazo de la Merced
El pazo de la Merced (pazo da Mercé) es una construcción civil del siglo XVIII situada en Camino de la Merced (Santa María de Neda, Neda).

## Historia
Las primeras edificaciones que se levantan en los terrenos del actual pazo datan de finales del siglo XVI. Se trataba de un conjunto de construcciones con dos edificaciones principales situadas en L, de las que solo se conserva una.
En 1700 llegó de Matute (La Rioja) el comerciante Francisco Antonio Somalo, hermano del párroco de Neda, para abrir un negocio entre el Camino Real y el río Jubia. La fábrica de curtidos de la Florida se construyó en unos pabellones de carácter industrial anexos a la vivienda. De esa época es también una pequeña capilla de estilo barroco en honor de la Virgen de la Merced.
A comienzos del siglo XIX el pazo pasó a manos de Juan Adam Pensel, mineralista de origen alemán casado con una descendiente del fundador. Tras morir sin descendencia, el establecimiento pasó a ser dirigido por Tomás Cebreiro, pero la propiedad fue reclamada por dos hijos que había tenido el sacerdote hermano del fundador. Tras la muerte de estos la fábrica volvió a la familia Cebreiro.
En la década de 1870 la fábrica entró en crisis, al igual que otras muchas de la comarca, y el pazo de la Merced pasó a funcionar como convento franciscano. Ya en el siglo XX pasó a manos del médico Francisco Cebreiro Barros.
En mayo de 1978 el arquitecto Alfredo Alcalá Navarro restauró el edificio para convertirlo en 1991, en la primera casa de turismo rural de la provincia de la Coruña. Desde 2018 el pazo tiene, entre otros servicios, el de recarga de vehículos eléctricos.